# Museum Indonesia

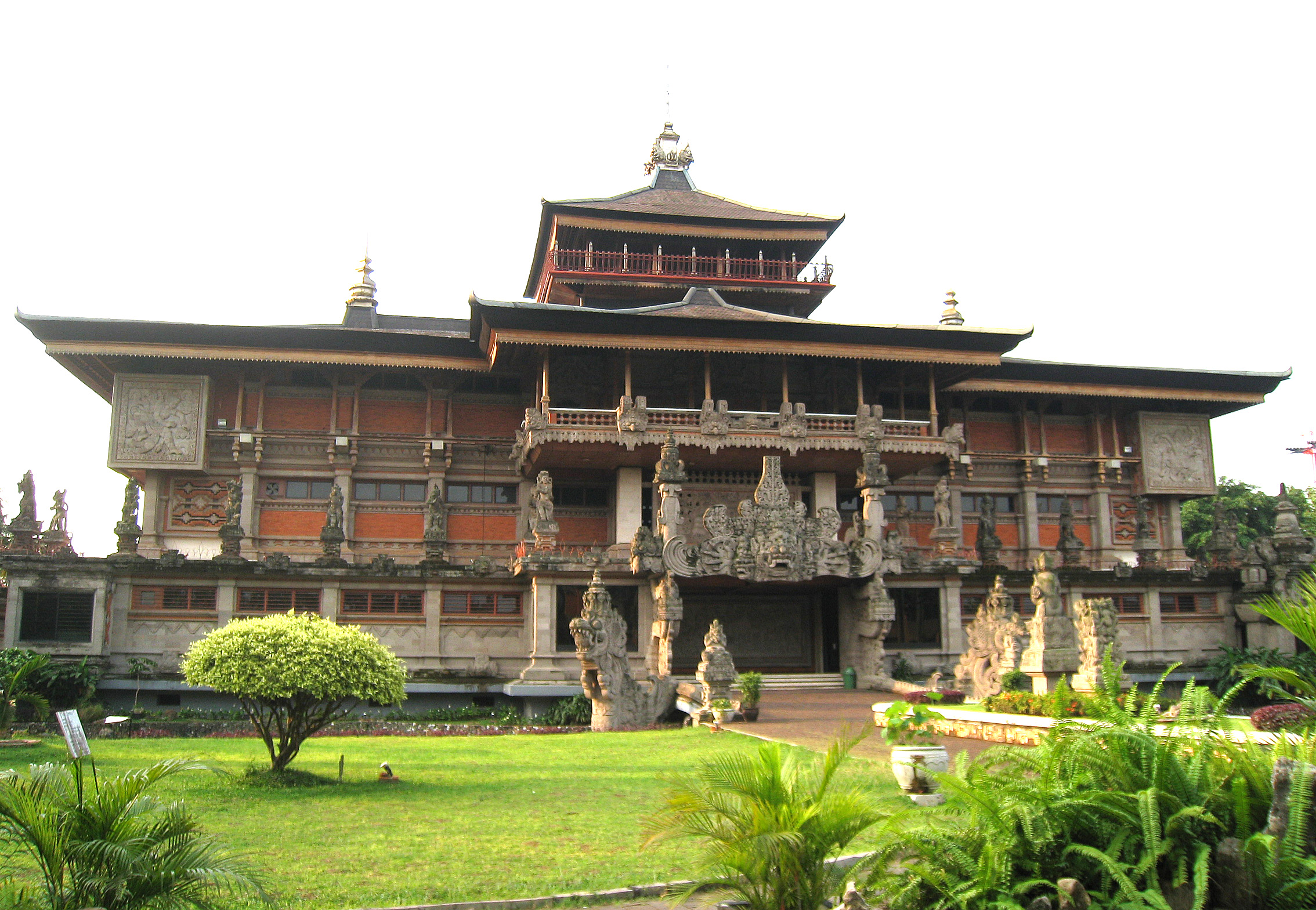
Museum Indonesia

Museum Indonesia ist ein Museum in Jakarta, der Hauptstadt Indonesiens, das sich der Anthropologie und Ethnologie Indonesiens widmet.

## Konzept
Das Museum wurde als integraler Bestandteil des gesamten Taman-Mini-Indonesia-Indah-Komplexes gestaltet. Es war als Lernzentrum der indonesischen Kultur konzipiert und sollte eine von vielen Stationen sein, um etwas über Indonesien zu lernen. Der Bau und die Einweihung standen unter der Schirmherrschaft von Frau Tien Suharto, der Gattin Suhartos.

## Gebäude
Eröffnet wurde das Museum 1975. Der Museumsbau selbst orientiert sich sowohl in der Architektur, den Baumaterialien als auch der skulpturalen Ausstattung und der Farbenpracht an der überkommenen balinesischen Baukunst. Im Park, der das Museum umgibt, sind 26 sogenannte „Pavillons“ aufgebaut. Jeder dieser Pavillons, der in der Regel aus jeweils drei für eine Region typische Bauten besteht, entspricht einer der 26 Regionen, die die Republik Indonesien bilden. Mit der Ausnahme eines Hauses aus Nanggroe Aceh Darussalam, das dort abgebaut und in Jakarta wieder aufgebaut wurde,
sind alle Häuser Nachbildungen, in denen jedoch möglichst die originale Größen, Dach- und Fensterformen, Anordnung der Räume, Treppen und Ornamente berücksichtigt worden sind.

## Ausstellungen
Thematische Schwerpunkte des Museums sind Kunst und Kultur der verschiedenen ethnischen Gruppen des Indonesischen Archipels, die heute zu den Mitgliedern der Republik Indonesien zählen. Neben traditioneller Handwerkskunst, Bildschnitzereien, Textilien, Musikinstrumente und dergl. wird auch zeitgenössische Kunst Indonesiens ausgestellt. In thematischen Wechselausstellung werden u. a. traditionellen Masken, Textilien wie Batiktücher und Brokatstoffe, Waffen und unterschiedliche Kunsthandwerke vorgestellt und in entsprechenden Begleitveranstaltungen deren Herstellung demonstriert.